# 大叶双盖蕨
大叶双盖蕨（学名：Diplazium maximum）也称大叶短肠蕨，为蹄盖蕨科双盖蕨属下的一个植物种。